# Polystachya kubalae
Espèce
Polystachya kubalae Szlach. & Olszewski est une espèce de plantes à fleurs de la famille des Orchidaceae (les orchidées) et du genre Polystachya, présente au Cameroun et au Gabon.

## Étymologie
Son épithète spécifique kubalae rend hommage à Tomasz Kubala, du jardin botanique de l'université Adam-Mickiewicz de Poznań (Pologne), qui participa à la collecte.

## Distribution
L'espèce n'a été observée qu'en deux endroits, d'une part en 1926 au Gabon, à Piti-Masango (ou Petit Masango) dans la province du Ngounié, d'autre part au Cameroun, à Mbam Minkoum, au nord-ouest de Yaoundé, où sa proximité avec la capitale la met en danger (EN).

## Habitat
C'est une plante épiphyte que l'on trouve en forêt submontagnarde à une altitude d'environ 1 200 m.